# Gare de Raedersheim
La gare de Raedersheim est une gare ferroviaire française de la ligne de Strasbourg-Ville à Saint-Louis, située sur le territoire de la commune de Raedersheim dans le département du Bas-Rhin en région Grand Est.
C'est une halte voyageurs de la Société nationale des chemins de fer français (SNCF) du réseau TER Grand Est, desservie par des trains express régionaux.

## Situation ferroviaire
Établie à 229 mètres d'altitude, la gare de Raedersheim est située au point kilométrique (PK) 87,320 de la ligne de Strasbourg-Ville à Saint-Louis, entre les gares de Merxheim et de Bollwiller.

## Fréquentation
De 2015 à 2024, selon les estimations de la SNCF, la fréquentation annuelle de la gare s'élève aux nombres indiqués dans le tableau ci-dessous.
| Année     | 2015   | 2016   | 2017   | 2018   | 2019   | 2020   | 2021   | 2022   | 2023   | 2024   |
| --------- | ------ | ------ | ------ | ------ | ------ | ------ | ------ | ------ | ------ | ------ |
| Voyageurs | 43 876 | 45 192 | 48 062 | 46 533 | 52 673 | 34 582 | 41 128 | 52 212 | 62 329 | 65 357 |

## Service des voyageurs

### Accueil
Halte SNCF, c'est un point d'arrêt non géré (PANG) à accès libre. Elle est équipée de deux quais avec abris et panneaux lumineux.
Un souterrain permet la traversée des voies et le passage d'un quai à l'autre.

### Desserte
Raedersheim est une halte voyageurs SNCF du réseau TER Grand Est desservie par des trains express régionaux de la relation : Strasbourg-Ville, ou  Colmar, - Mulhouse Ville.

### Intermodalité
Un parc pour les vélos et un parking pour les véhicules y sont aménagés. 